# Husákovy děti

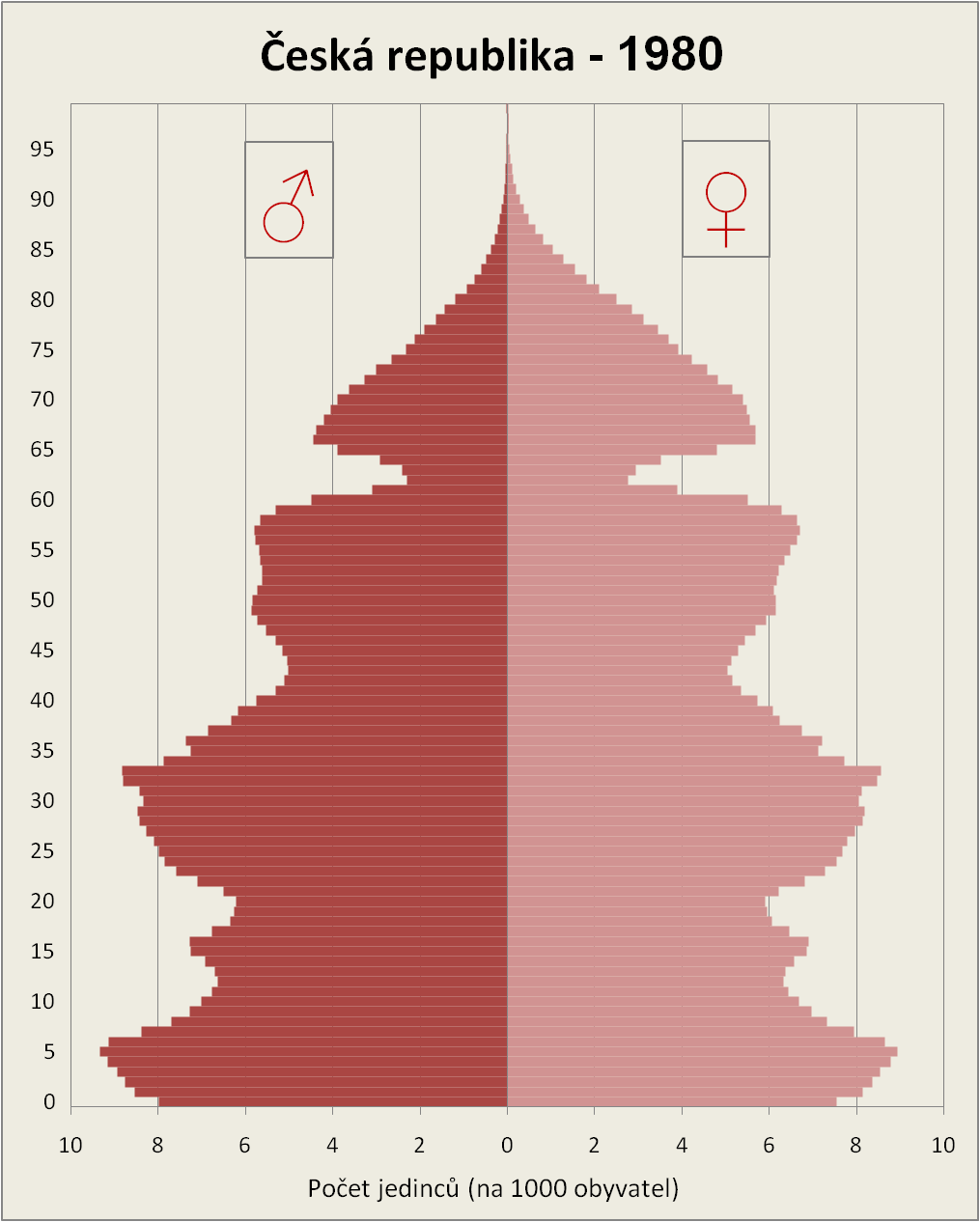
Populační pyramida České republiky z roku 1980, konec období Husákových dětí

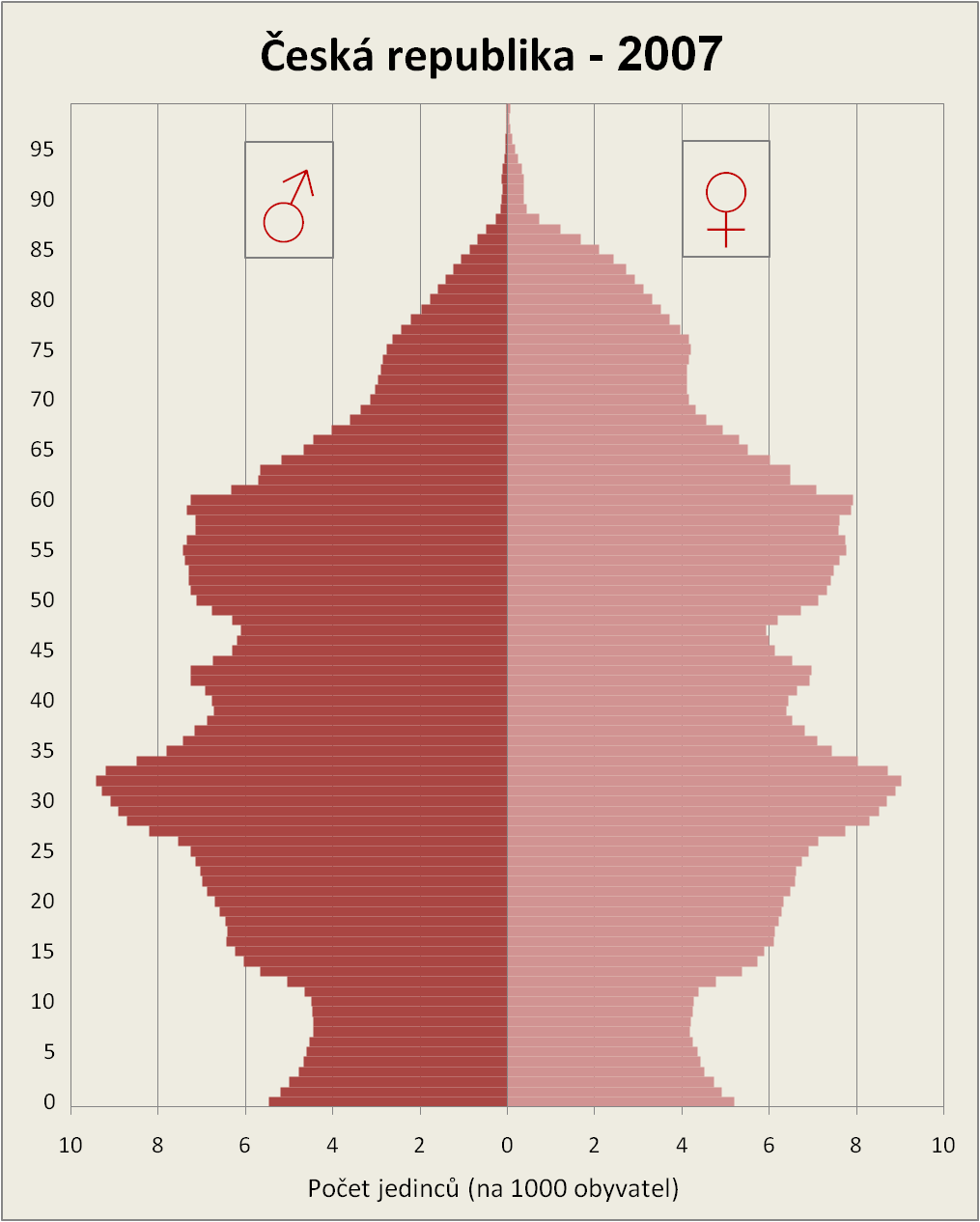
Populační pyramida České republiky z roku 2007, nejpočetnější věková kategorie jsou Husákovy děti

Husákovy děti je zjednodušené označení pro silnou populační vlnu v Československu, která začala v době tzv. normalizace počátkem 70. let 20. století, resp. pro lidi narozené v tomto období. Označení odkazuje na Gustáva Husáka, v té době prvního a později Generálního tajemníka ÚV KSČ a od roku 1975 prezidenta ČSSR. Právě propopulační politika komunistického režimu pod jeho vedením bývá označována za příčinu vysoké porodnosti v tomto období, která dosáhla svého vrcholu v roce 1974 (téměř 200 000 narozených dětí), nicméně tento názor není obecně přijímán.

## Státní propopulační politika
V období 70. let 20. století narůstala propopulační státní politika. Stát dával rodičům k dispozici levné novomanželské půjčky, rodinám s dětmi bylo poskytováno nové bydlení. Vysoká porodnost (blížící se v době vrcholu hodnotě 200 000 novorozenců ročně) bývá často považována právě za výsledek této politiky. Dalším faktorem bylo zakládání rodin jinou silnou populační vlnou – lidmi narozenými po druhé světové válce. Brzy se však počet nově narozených dětí snížil.
Ve skutečnosti pozvolný nárůst porodnosti začal již v roce 1969 a částečně odpovídá nárůstu počtu dětí po druhé světové válce. Přídavky na děti se (od měnové reformy  v roce 1953) navyšovaly v letech 1968, 1972, 1979, 1982 a 1986, relativně výhodné novomanželské půjčky začaly být poskytovány od dubna 1973. Vzhledem k tomu, že největší počet narozených dětí od roku 1948 byl v roce 1974 (přes 194 000, což činilo hrubou míru porodnosti 19,4 ‰ a úhrnnou plodnost 2,43 dítěte na ženu) a poté již klesal, je zřejmé, že normalizační finanční propopulační podněty neměly až takový vliv, jak se předpokládá. Ke zvýšení porodnosti na počátku 70. let mohlo také přispět odložené rodičovství v době nejistoty po invazi vojsk Varšavské smlouvy do ČSSR v roce 1968 a následných bouřlivých událostech roku 1969.
Na konci normalizace byl počet narozených dětí dokonce menší než v roce 1969. Termín Husákovy děti je tak poměrně zavádějící a nepřesný, protože nárůst dětí má kořeny spíše v době po druhé světové válce, než v sociálním inženýrství komunistického režimu (počet narozených má další menší maximum v roce 2008, kdy tento silný ročník narozených má své potomky). Ovšem po sametové revoluci vzhledem ke společenským změnám porodnost prudce klesla, takže nelze popírat částečnou úspěšnost propopulační Husákovy politiky. S tím souvisí i zrušení výhodných novomanželských půjček po roce 1991.

## Kritika a porovnání se Západem
Všeobecně rozšířený názor, že propopulační politika byla z hlediska vývoje obyvatelstva pozitivní, je v odborných kruzích často zpochybňován.[zdroj?] Je například pravděpodobné, že řada dětí narozených v nejsilnějších ročnících by se narodila později a propopulační politika tak vlastně vedla pouze k větší nerovnováze ve složení obyvatelstva, což se později projevilo mimo jiné přetížením škol a školek.
Na Západě bylo množství narozených dětí v této době nízké, zvláště ve srovnání s předchozím poválečným obdobím "baby boomerů". Lidem narozeným na Západě mezi polovinou 60. a 80. let se přezdívá Generace X.

## Odraz v umění
Termín Husákovy děti se objevil i v písničce 1970 od skupiny Chinaski:
| „ | Čas pádí, čas letí, těžko ta léta vrátíš zpět A tak i Husákovy děti dospěly do Kristových let Jsem silnej ročník 70 Tak začni počítat Nemoh jsem si vybírat. | “ |

(tzv. „Kristova léta“ – věk 33,5 roku – píseň 1970 zvítězila v kategorii píseň roku právě v roce 2003)